# Revue Horticole
Revue Horticole, (abreujat Rev. Hort.), va ser una revista il·lustrada amb descripcions botàniques que va ser editada per la Société nationale d'horticulture de France i publicada des de l'any 1829 fins al 1974 amb el nom de Revue Horticole; résumé de tout ce qui parait d'intéressant en jardinage [etc.]. Es van publicar 146 volums i va ser substituïda el 1974 per Pepinieristes Hort. Maraich..

## Publicació
- Sèrie núm. 1, Vols. 1-3, 1829-40;
- Sèrie núm. 2, vols. 1-5, 1841-46;
- Sèrie núm. 3, vols. 1-5, 1847-51;
- Sèrie núm. 4, vols. 1-9, 1852-60; 1861-65; vol. 37+, 1866+